# ژوئیه ۲۰۱۳
ژوئیه ۲۰۱۳، یکی از ماه‌های ۲۰۱۳ میلادی است.
آغاز آن، روز دوشنبه برابر با ۱۰ تیر ۱۳۹۲ خورشیدی.

## ۲ ژوئیه۲۰۱۳
- تابلوی نقاشی سهراب سپهری گران‌ترین معامله هنری سال

## ۳ ژوئیه۲۰۱۳
- محمد مرسی از ریاست جمهوری مصر خلع شد.

## ۱۴ ژوئیه۲۰۱۳
- دو حقوقدان شورای نگهبان عوض شدند

## ۱۶ ژوئیه۲۰۱۳
- عضوی جدید به فقهای شورای نگهبان پیوست

## ۲۰ ژوئیه۲۰۱۳
- کنگره آمریکا تحریم‌های ایران را به تعویق انداخت

## ۲۶ ژوئیه۲۰۱۳
- استراو اظهار داشت برای شرکت در مراسم تحلیف نمی تواند به ایران بیاید

جک استراو ضمن تأیید دعوت از سوی حسن روحانی اظهار داشت به دلیل مشکلات خانوادگی نمی تواند در مراسم تحلیف شرکت کند.

## پیوندهای روزانه
- درگاه: وقایع کنونی/وقایع ۲ ژوئیه ۲۰۱۳
- درگاه: وقایع کنونی/وقایع ۳ ژوئیه ۲۰۱۳
- درگاه: وقایع کنونی/وقایع ۱۴ ژوئیه ۲۰۱۳
- درگاه: وقایع کنونی/وقایع ۱۶ ژوئیه ۲۰۱۳
- درگاه: وقایع کنونی/وقایع ۲۰ ژوئیه ۲۰۱۳
- درگاه: وقایع کنونی/وقایع ۲۶ ژوئیه ۲۰۱۳